# HMS Ulvön (58)
HMS Ulvön (58) var en minsvepare i svenska flottan av Arholma-klass.

## Historia
Ulvön sjösattes den 29 april 1941 vid Oskarshamns varv. Sjösättningen förrättades av chefen för marinen, viceamiral Fabian Tamm.
Ulvön utrangerades 1968 och skänktes till föreningen S/S My 1970 men återlämnades 1972 och skrotades.

## Utlandsresa

### 1957
Resan gick till Nordkap. Resan gick tillsammans med minsveparna, HMS Ramskär och HMS Landsort samt delvis med HMS Älvsnabben.
1. Uddevalla Avseglade 22 juli 1957
2. Trondheim, Norge Anlöpte 25 juli 1957, avseglade 29 juli 1957
3. Nordkap, Norge Anlöpte 31 juli 1957
4. Tromsø, Norge Anlöpte 1 augusti 1957, avseglade 5 augusti 1957
5. Bergen, Norge Anlöpte 9 augusti 1957, avseglade 12 augusti 1957
6. Göteborg Anlöpte 13 augusti 1957
7. Hårsfjärden Anlöpte 16 augusti 1957